# Daniel Harrwitz
Daniel Harrwitz (* 22. Februar 1821 in Breslau; † 2. Januar 1884 in Bozen) war ein deutscher Schachmeister und entstammte einer jüdischen Familie.
Harrwitz lebte als Berufsschachspieler. Er wanderte 1848 über Berlin nach England aus und lebte längere Zeit in London, wo er 1853 die Schachzeitschrift The British Chess Review herausgab. Später übersiedelte er nach Paris. In dem berühmten (1854 in einem Neubau wieder eröffneten) Café de la Régence stellte ihn der Besitzer als Berufsspieler ein. Dort spielte Harrwitz von morgens bis abends Schach. Ferner gab er zahlreiche Blindsimultanvorstellungen. Unter den Schachspielern galt er als Dandy, er trug mit Schachsymbolen bestickte Hemden und Krawatten.
Er verlor im Jahr 1846 gegen Howard Staunton 9:12 bei einem Remis, wobei Staunton ihm jedoch siebenmal Bauer und Zug und siebenmal Bauer und zwei Züge vorgab. Die sieben Partien ohne Vorgabe verlor er allesamt. Gegen Adolf Anderssen konnte er 1848 mit 5:5 ein Unentschieden erreichen. Im Jahre 1858 verlor er gegen Paul Morphy mit 2:5 bei einem Remis.
Im Jahr 1862 veröffentlichte er ein Lehrbuch des Schachspiels.
Für Harrwitz wurde als beste historische Elo-Zahl 2644 ermittelt (Juni 1853). Von Januar 1853 bis Februar 1856 lag er auf Platz eins der nachträglich berechneten Weltrangliste.
Harrwitz verbrachte seine letzten Lebensjahre in Bozen, wo er laut Totenbuch an Lungenlähmung 62-jährig starb. Sein gut erhaltener Grabstein befindet sich auf dem Bozner Jüdischen Friedhof.

## Werke
- Daniel Harrwitz: Lehrbuch des Schachspiels. Enthaltend die Analyse der Eröffnungen und Endungen. Berlin 1862.
- https://archive.org/details/lehrbuchdesschac00harr